# Nynke
Pour plus de détails, voir Fiche technique et Distribution.
Nynke est un film néerlandais réalisé par Pieter Verhoeff, sorti en 2001.

## Synopsis
L'histoire de l'écrivaine Nienke van Hichtum.

## Fiche technique
- Titre : Nynke
- Réalisation : Pieter Verhoeff
- Scénario : Pieter Verhoeff
- Musique : Cees Bijlstra
- Photographie : Paul van den Bos
- Montage : Mario Steenbergen
- Production : Hans De Weers et Hans de Wolf
- Société de production : Egmond Film & Television et Vrijzinnig Protestantse Radio Omroep
- Société de distribution : United International Pictures (Pays-Bas)
- Pays :  Pays-Bas
- Genre : Biopic, drame et historique
- Durée : 110 minutes
- Dates de sortie : 
  -  Pays-Bas : 6 septembre 2001

## Distribution
- Monic Hendrickx : Nienke van Hichtum
- Jeroen Willems : Pieter Jelles Troelstra
- Peter Tuinman : Pieter Jelles Troelstra père
- Rients Gratama : Sjouke Bokma De Boer
- Carine Crutzen : Cornalie Huygens
- Joke Tjalsma : Nelly van Kol
- Porgy Franssen : le professeur Winkler
- Marijke Veugelers : Dr. Fischer
- Gonny Gaakeer : Sjoukje Oosterbaan
- Joop Wittermans : le chef d'orchestre

## Distinctions
Le film a reçu 4 nominations aux Veaux d'or et a remporté 2 prix : Meilleur film et Meilleure actrice pour Monic Hendrickx.